# 本因坊丈策
（1803年—1847年），日本圍棋棋手，為本因坊元丈的兒子，生來就體弱多病，本名宮重丈策，拜於本因坊丈和門下。法名日秀。
向來坊門都是立最強徒為跡目，但丈和為了報師父元丈之恩，加上丈策當時棋力也有六段之譜，丈和在1834年立丈策為跡目。丈和於1838年宣布退休，丈策繼任，是為第十三世。
彼時丈和宿敵井上安節因碩千方百計地想當上名人碁所，無奈丈和棋高一著，丈和在位時期，因碩一直毫無機會。丈和知道退休後，因碩一定會申請名人碁所，認為丈策的實力絕非對手，且丈策非最強門徒，明顯已違祖規；因此立門下最強門徒土屋恒太郎為丈策的跡目，並改名秀和，升上手。果然丈和一退休，因碩馬上申請名人碁所，丈策馬上派出秀和爭碁，自古並沒有跡目與家督進行爭碁的例子，但因碩也不反對，後秀和成功阻止因碩（參見秀和頁面）。
丈和對丈策的實力一直不看好，甚至還不讓丈策升上手。不過因為丈策人緣好，於其他三家無樹敵，1840年在眾人推薦下升上手，丈和才稍加對其和顏悅色。丈策十年任內，輕鬆自在，皆由秀和在主導。也因如此，丈策為圍棋四大家歷屆家督裡學問最博學的。儘管丈策實力並非十分高強，但於研究、理論上，卻是貢獻良多。其研究後，用理論推出大仙知的大模樣、高棋位的利害得失，後來對知得在御城碁弈出生涯傑作。他用純理論發明一種新的棋風，認為這種棋風是必勝的，雖在任內並無發揮，但卻被後來的跡目秀策發揮地淋漓盡致，就是所謂的秀策流。
丈策後來在1847年與丈和在幾天內相繼去世，被後世認為是死於食物中毒，秀和繼任，是為第十四世。